# Lijst van gemeentelijke monumenten in Geffen
De plaats Geffen, onderdeel van de gemeente Oss, kent 16 objecten die gemeentelijk monument zijn. Hieronder een overzicht.
| Object | Bouwjaar                             | Architect | Locatie                | Coördinaten                   | Nr.       | Afbeelding                                                                                       |
| --- | ------------------------------------ | --------- | ---------------------- | ----------------------------- | --------- | ------------------------------------------------------------------------------------------------ |
| Kortgevelboerderij, van één bouwlaag met zadeldak en topgevels | ca. 1930                             |           | Bergstraat 1           | 51° 44' 53" NB, 5° 28' 39" OL | 0828/G201 | Meer afbeeldingen                                                                                |
| Kortgevelboerderij, van één bouwlaag voorzien van zadeldak met wolfseinden | 4e kwart 19e eeuw                    |           | Bergstraat 7           | 51° 44' 53" NB, 5° 28' 44" OL | 0828/G202 | Meer afbeeldingen                                                                                |
| Woonhuis van één bouwlaag met een afgewolfd zadeldak | ca. 1910                             |           | Dorpstraat 4           | 51° 44' 31" NB, 5° 27' 43" OL | 0828/G205 | Meer afbeeldingen                                                                                |
| Woonhuis van één bouwlaag en een afgewolfd zadeldak | ca. 1890                             |           | Dorpstraat 6           | 51° 44' 31" NB, 5° 27' 43" OL | 0828/G206 | Meer afbeeldingen                                                                                |
| Woonhuis van één bouwlaag en een mansardedak | ca. 1880                             |           | Dorpstraat 14          | 51° 44' 30" NB, 5° 27' 41" OL | 0828/G207 | Meer afbeeldingen                                                                                |
| Langgevelboerderij van één bouwlaag onder rieten dak met wolfseinden | ca. 1800                             |           | Elst 4 / 4A            | 51° 44' 38" NB, 5° 27' 35" OL | 0828/G208 | Meer afbeeldingen                                                                                |
| Kortgevelboerderij met vermoedelijk 17de-eeuwse kern, van één bouwlaag en een afgewolfd zadeldak | 17de-eeuws                           |           | Elst 8A                | 51° 44' 40" NB, 5° 27' 17" OL | 0828/G209 | Kortgevelboerderij met vermoedelijk 17de-eeuwse kern, van één bouwlaag en een afgewolfd zadeldak |
| Schutskooi samengesteld van hergebruikt giet- en smeedijzer hekwerk | ca. 1900                             |           | Elst, ongenummerd      | 51° 44' 46" NB, 5° 27' 31" OL | 0828/G204 | Meer afbeeldingen                                                                                |
| Woonhuis van één bouwlaag en een zadeldak tussen topgevels | 1870                                 |           | Kerkstraat 3           | 51° 44' 34" NB, 5° 27' 41" OL | 0828/G210 | Meer afbeeldingen                                                                                |
| Woon-winkelpand van één bouwlaag en een zadeldak met wolfseinden | ca. 1890                             |           | Kerkstraat 11          | 51° 44' 32" NB, 5° 27' 42" OL | 0828/G211 | Meer afbeeldingen                                                                                |
| Woning, van één bouwlaag en een zadeldak tussen topgevels | 1957                                 |           | Kerkstraat 14          | 51° 44' 33" NB, 5° 27' 43" OL | 0828/G212 | Meer afbeeldingen                                                                                |
| Voormalig kloostergebouw van twee bouwlagen met schilddak, rond 1930 aan de rechterzijde- en in 2000 aan de linkerzijde uitgebreid met een vleugel van twee bouwlagen en een schilddak en aan de achterzijde een kapel uit ca. 1860 | ca. 1860                             |           | Kloosterstraat 7       | 51° 44' 33" NB, 5° 27' 47" OL | 0828/G213 | Meer afbeeldingen                                                                                |
| Langgevelboerderij, van één bouwlaag met een zadeldak tussen een topgevel en een wolfseind | ca. 1750 met oudere 17de-eeuwse kern |           | Kloosterstraat 36-38   | 51° 44' 41" NB, 5° 27' 57" OL | 0828/G214 | Meer afbeeldingen                                                                                |
| Zuidelijk (bedrijfs-)deel van een langgevelboerderij, van één bouwlaag met afgewolfd zadeldak waarvan de oudere achtergevel nog nader wordt gedateerd                                                                               | ca. 1890                             |           | Papendijk 2A           | 51° 44' 12" NB, 5° 27' 42" OL | 0828/G215 | Meer afbeeldingen                                                                                |
| Veldkapel | 1953                                 |           | Veldstraat ongenummerd | 51° 44' 25" NB, 5° 28' 0" OL  | 0828/G216 | Meer afbeeldingen                                                                                |
| Boerderij | 1953                                 |           | Wolfdijk 18            | 51° 44' 16" NB, 5° 27' 14" OL | 0828/G217 | Upload foto                                                                                      |